# Seconda guerra civile inglese
La seconda guerra civile inglese fu una guerra civile combattuta in Inghilterra e Galles dal febbraio all'agosto 1648. Essa è parte della guerra civile inglese e delle guerre dei tre regni.
A seguito della sconfitta nella prima guerra civile inglese del maggio 1646, Carlo I d'Inghilterra si era arreso ai covenanti scozzesi anziché consegnarsi alle forze parlamentari inglesi. Facendo ciò egli sperava di acuire le divisioni tra presbiteriani inglesi e scozzesi, e Indipendenti inglesi.
A questo punto degli scontri, tutti i partiti si aspettavano di mantenere Carlo I sul trono inglese, ma il problema era in che termini. Carlo continuò a rifiutare di fare concessioni al parlamento e di diminuire il suo potere a favore di una monarchia più costituzionale e meno assolutistica, tentando nel contempo di sciogliere il New Model Army che si era costituito durante la prima guerra civile e dando luogo ad ammutinamenti in tutto il paese.
Le trame di Carlo I per liberarsi dei suoi nemici politici lo portarono a concordare con gli scozzesi un'invasione dell'Inghilterra, supportata informalmente dai realisti che accesero la miccia degli scontri anche nel Galles meridionale, nel Kent, nell'Essex e nel Lancashire, oltre che nella Royal Navy. Ad ogni modo, la mancanza di coordinazione degli scozzesi e dei realisti permise a Oliver Cromwell ed a Thomas Fairfax di sconfiggere il nemico in breve tempo. Le lotte terminarono nell'agosto di quello stesso anno; a gennaio del 1649, Carl I venne processato come traditore dello stato per aver cospirato alla stabilità del regno d'Inghilterra e venne per questo giustiziato, portando così alla fondazione del Commonwealth of England.
Il figlio di Carlo I, Carlo II, venne incoronato nuovo re di Scozia e si impegnerà successivamente nella terza guerra civile inglese dal 1651.

## Antefatto

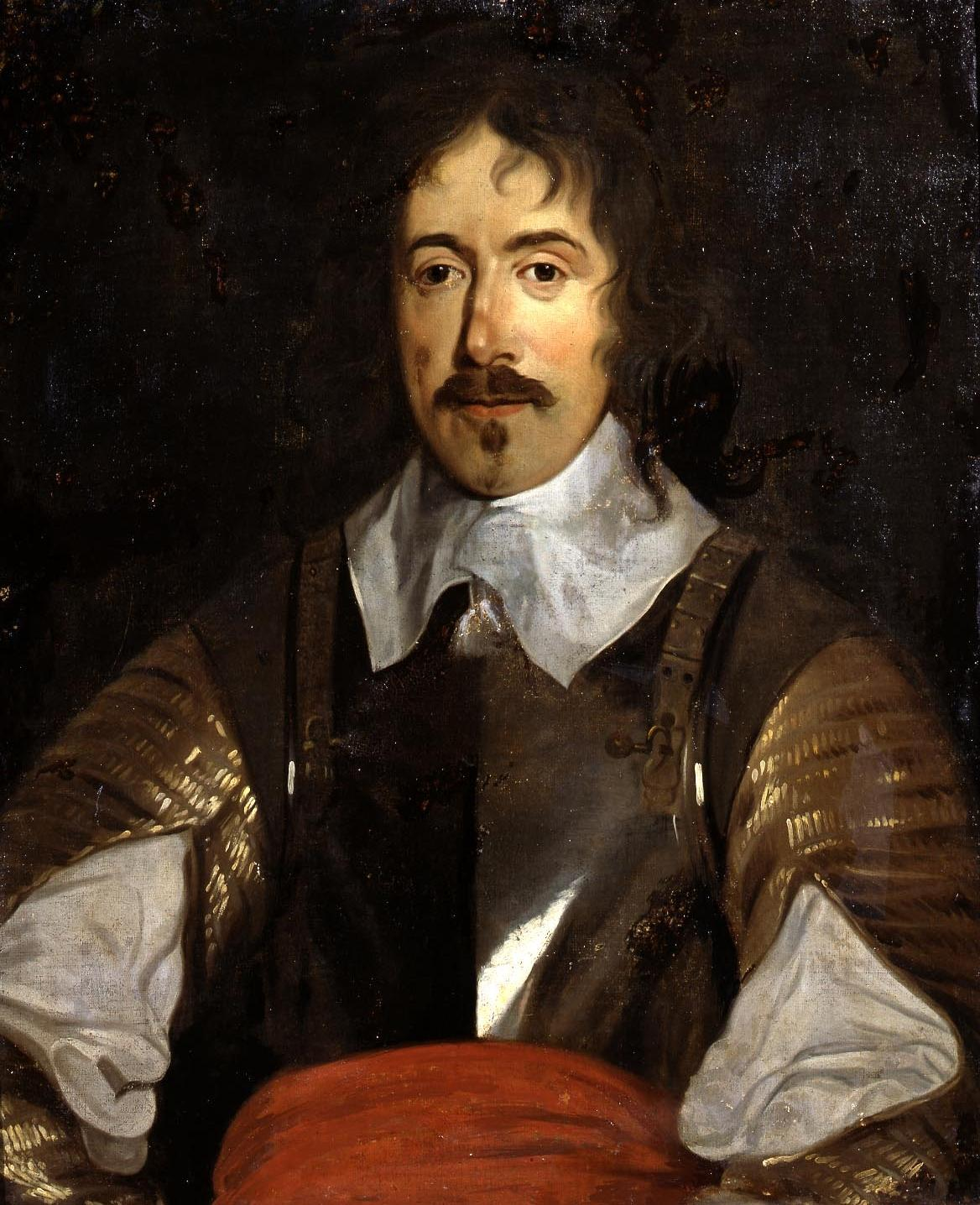
Denzil Holles, uno dei capi della fazione presbiteriana al parlamento inglese

Nel 1639, e nuovamente nel 1640, Carlo I, che era sovrano sia di Scozia che d'Inghilterra in unione personale, si interessò dapprima alle guerre dei Vescovi quando si era accesa nella sua terra natìa la lotta contro i tentativi del re di riformare la chiesa di Scozia ed unificarla alle pratiche religiose del regno d'Inghilterra. Carlo non riuscì nel suo intento, e di Covenanti che gli si erano opposti riuscirono a far passare il National Covenant, un documento che tutti gli ufficiali civili, i parlamentari ed il clero dovevano sottoscrivere: esso dava al parlamento scozzese l'autorità di approvare la nomina dei consiglieri del re in Scozia.
Le tensioni in campo religioso e politico aumentarono sempre più anche in Inghilterra. Tutti i partiti invocavano a gran voce una monarchia "bene ordinata" che, pur mantenendo per assodato il fatto che essa fosse voluta da Dio, aveva la necessità di essere riformata. Il "come" rimaneva il nodo principale della questione per bilanciare al meglio il potere tra il re ed il parlamento, anche sulle questioni religiose. I Realisti in generale sostenevano la Chiesa d'Inghilterra governata dai vescovi, nominati dal re e presso di lui responsabili delle loro azioni; i Parlamentari credevano invece che la chiesa dovesse essere un organismo a parte ed i suoi capi dovessero essere eletti non dal re ma dalle rispettive congregazioni. Le relazioni tra Carl I ed il parlamento inglese si ruppero definitivamente con lo scoppio della prima guerra civile inglese nel 1642.
In Inghilterra i sostenitori di Carlo I si opposero sia alle forze dei Parlamentaristi che degli scozzesi. Nel 1643 questi ultimi si unirono nella Solemn League and Covenant dove gli scozzesi offrirono il loro supporto militare in cambio di riforme religiose. Dopo quattro anni di guerra i Realisti vennero sconfitti e Carlo I si arrese agli scozzesi il 5 maggio 1646. Gli scozzesi si accordarono per la pace con il parlamento inglese ma premettero perché Carlo I venisse restaurato al trono. Il sovrano per conto proprio avrebbe dovuto firmare le "Proposizioni di Newcastle" che avrebbero comportato la riduzione di gran parte del proprio potere secolare a favore del parlamento inglese. Gli scozzesi trascorsero mesi interi cercando di persuadere Carlo a firmare il documento, ma questi si rifiutava categoricamente. Sotto pressione degli inglesi, infine, gli scozzesi dovettero consegnare il sovrano al parlamento il 3 febbraio 1647.

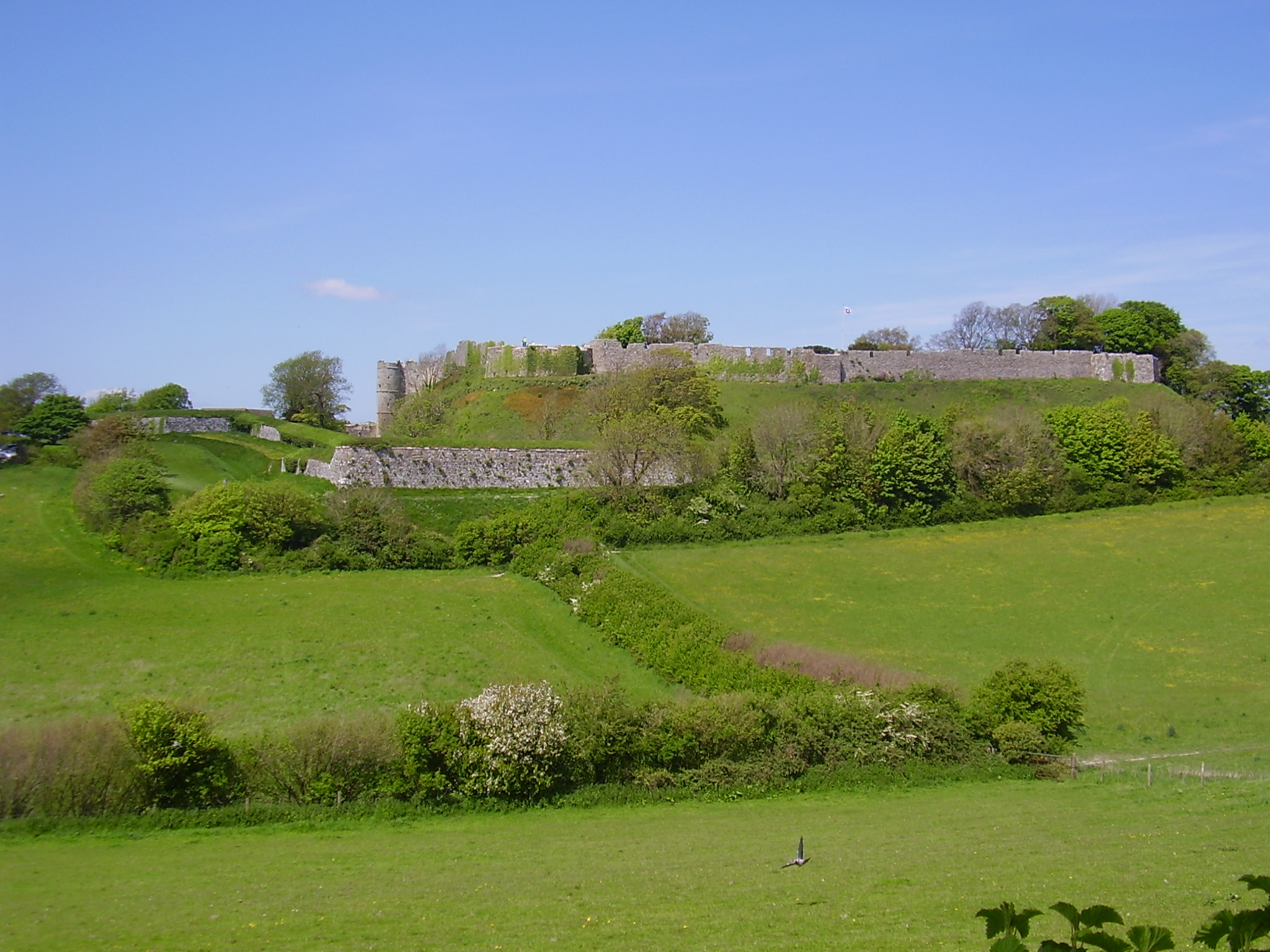
Il castello di Carisbrooke, sull'isola di Wight, dove Carlo venne detenuto nel dicembre del 1648

In Inghilterra, il parlamento doveva ora fare coi costi economici della guerra, un raccolto pessimo nell'annata del 1646 e un ritorno della peste. La fazione dei presbiteriani moderati guidati da Denzil Holles dominava il parlamento ed era supportata da Rowland Laugharne nel Galles e da diversi elementi della Royal Navy. Dal marzo del 1647, il New Model Army aveva in arretrato costi per 3 000 000 di sterline da pagare.
Carlo nel frattempo si era impegnato in una serie di negoziati separati con le differenti fazioni. I presbiteriani inglesi e gli scozzesi volevano a tutti i costi che egli accettasse le Proposizioni di Newcastle, ma nel giugno del 1647 George Joyce del New Model Army decise di costringere Carlo con la forza, e alla fine accettò le Heads of Proposals, dei termini meno dispendiosi dei precedenti e che non prevedevano la riforma presbiteriana della chiesa. Il 26 luglio vi furono delle discussioni accese a favore dei presbiteriani in parlamento che chiedevano che Carlo venisse invitato a risiedere stabilmente a Londra; temendo che il re potesse essere restaurato senza concessioni, il New Model Army prese il controllo della città all'inizio di agosto e soppresse gli eventuali ammutinamenti. Carlo a quel punto rifiutò le Heads of Proposals e si offrì invece di siglare l'offerta del gruppo degli Engagers, vicini ai covenanti. Carlo confermò la Solemn League and Covenant con un Act of Parliament in ambo i regni sotto la sua corona, ed accettò il presbiterianesimo in Inghilterra, ma solo per un periodo di prova di tre anni, in cambio dell'assistenza degli scozzesi nel riottenergli il trono inglese.
Quando la delegazione tornò a Edimburgo con la proposta firmata, gli scozzesi si trovarono divisi e chiesero di rettificare i termini. I sostenitori del documento, che divennero noti come Engagers, e che alla fine riuscirono ad avere la meglio.

## Il Galles meridionale
Il Galles era un'area sensibile; gran parte di esso si era schierato con i Realisti durante la guerra, mentre il castello di Harlech era stata l'ultima fortezza dell'area ad arrendersi nel marzo del 1647. L'intercettazione di messaggi segreti tra Carlo e la confederazione irlandese resero il Galles una punto fondamentale per assicurarsi il controllo di porti sicuri come Cardiff e Milford Haven che controllavano per l'appunto le vie marittime verso l'Irlanda. Il consiglio dell'esercito del governo vedeva con sospetto i comandanti locali John Poyer e Rowland Laugharne, in quanto questi erano supportati da parlamentaristi moderati. A luglio, Horton venne inviato sul posto a rimpiazzare Laugharne e ad assicurare tali posizioni.
La rivolta iniziò nel Pembrokeshire, n'area controllata dal parlamento dall'inizio del 1643. Come i loro colleghi del New Model Army, anche i soldati del re non avevano la paga da mesi e temevano di venire sciolti senza compenso. All'inizio di marzo, Poyer, governatore del castello di Pembroke, rifiutò di lasciare il comando; a lui si unì Rice Powell, comandante del castello di Tenby e poi Laugharne.
Quella che era iniziata come una disputa sulla paga si tramutò in una controversia politica quando i ribelli gallesi presero contatti con Carlo I. Gran parte dei realisti aveva giurato per non prendere mai più le armi contro il parlamento e rispettò quanto dichiarato, ad eccezione di sir Nicholas Kemeys, castellano del castello di Chepstow. Con la fine di aprile, Laugharne aveva assemblato circa 8000 uomini e stava marciando su Cardiff; ad ogni modo, l'8 maggio, venne sconfitto a St Fagans.
Questo pose fine alla rivolta anche se il castello di Pembroke non si arrese sino all'11 luglio, con una rivolta minore nel Galles del nord soppressa nella battaglia di Y Dalar Hir a giugno e con la riconquista di Anglesey all'inizio di ottobre. La rivolta gallese non è ritenuta oggi dagli storici come parte di un complotto premeditato dai realisti, ma perlopiù frutto di coincidenze.

## La rivolta contro il parlamento nel Kent
Un precursore della seconda guerra civile inglese si aprì invece nel Kent il 22 dicembre 1647 quando l'araldo di Canterbury proclamò gli ordini nella contea per la soppressione delle festività natalizie e il loro trattamento come normali giorni lavorativi. Ad ogni modo, la folla radunatasi in piazza chiese a gran voce una messa solenne per celebrare il Natale, chiudendo i negozi e decorando porte e finestre con arbusti. La folla inneggiava allo slogan "Per Dio, re Carlo e il Kent" fece scoppiare una rivolta con l'attacco ai soldati, alla casa del sindaco e la città rimase sotto controllo dei rivoltosi per diverse settimane sino alla loro resa forzata all'inizio di gennaio.
Il 21 maggio 1648, il Kent sorse in rivolta in nome del re e alcuni giorni dopo gli Indipendenti nella Royal Navy abbandonarono il loro servizio dopo la rimozione del viceammiraglio William Batten perché presbiteriano. Per merito dell'ex lord grande ammiraglio, il conte di Warwick, anch'egli presbiteriano, venne reintegrato in servizio, la Royal Navy si pose sotto il comando del principe di Galles. Ma lord Fairfax intervenne prontamente nel Kent e la sera del 1º giugno assaltò Maidstone costringendo i rivoltosi alla resa.

### The Downs
Prima di orientarsi verso l'Essex, lord Fairfax delegò il comando delle forze parlamentari al colonnello Nathaniel Rich perché si occupasse di ciò che restava della rivolta nel Kent nella parte orientale del paese, dove l'ancoraggio di The Downs era passato alle forze realiste avevano preso il controllo anche di tre castelli locali (Walmer, Deal e Sandown) e stavano cercando di prendere il controllo del castello di Dover. Rich giunse a Dover il 5 giugno 1648 ed evitò quest'ultima azione per poi spostarsi verso gli altri fortilizi. Nel giro di quasi un mese riconquistò Walmer (15 giugno - 12 luglio), prima di spostarsi ai castelli di Deal e Sandown. Disponendo di forze esigue, Rich non fu in grado di circondare Sandown e Deal nel contempo e le due guarnigioni riuscirono ad aiutarsi vicendevolmente. A Deal si trovò inoltre sotto il fuoco delle navi da guerra dei realisti che, giunte sul posto il giorno 15 luglio, non erano riuscite a sbarcare i rinforzi previsti. Il 16, trenta navi fiamminghe giunsero sul posto con 1500 mercenari che però non sbarcarono in quanto i realisti avevano terminato il denaro a loro disposizione; questo fatto incitò negli abitanti del Kent il terrore di un'invasione straniera e per questo permisero a sir Michael Livesey di raccogliere forze sufficienti a venire in aiuto al colonnello Rich.
Il 28 luglio, le navi da guerra realiste tornarono al loro posto e, dopo tre settimane di falliti tentativi di sbarcare le forze presso Deal, la notte del 13 agosto riuscirono a sbarcare 800 tra soldati e marinai col favore della notte. Queste forze sarebbero state in grado di cogliere di sorpresa i parlamentaristi dal retro, ma un disertore realista avvertì il nemico per tempo e i parlamentaristi riuscirono a reagire, lasciando che solo 100 soldati tornassero alle navi (anche se 300 erano fuggiti in direzione del castello di Sandown). Un altro tentativo di sbarcare avvenne poco dopo ma fallì anch'esso ed il 23 agosto, quando si venne a sapere della vittoria di Cromwell a Preston, gran parte dei realisti perse la speranza di poter vincere la guerra; due giorni dopo la guarnigione di Deal si arrese, seguita da quella di Sandown il 5 settembre. Questi furono gli ultimi anni della rivolta nel Kent. Rich venne creato capitano del castello di Deal, posizione che mantenne sino al 1653, spendendo di sua tasca 500 sterline per le necessarie riparazioni alla fortezza.

## Rivolte altrove
In Cornovaglia, nel Northamptonshire, nel Galles settentrionale e nel Lincolnshire la rivolta collassò facilmente come nel Kent. Solo nel Galles meridionale, nell'Essex e nell'Inghilterra del nord vi furono dei combattimenti importanti. Nel primo di questi distretti, il Galles meridionale, Cromwell rapidamente ridusse tutte le fortezze sotto il proprio controllo ad eccezione del castello di Pembroke. Qui Laugharne, Poyer e Powel tenevano fede all'ultimo baluardo realista.

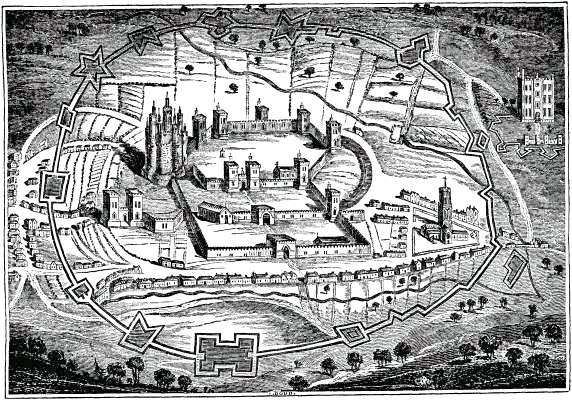
Il castello di Pontefract nel 1648, con le fortificazioni della guerra civile costruite attorno a quelle medievali preesistenti.

A nord, il castello di Pontefract venne sorpreso dai realisti e poco dopo anche il castello di Scarborough si dichiarò fedele al re. Lord Fairfax, dopo il suo successo a Maidstone e la pacificazione del Kent, si rivolse a nord per sottomettere l'Essex dove, sotto la sapiente guida del capo popolare sir Charles Lucas, i realisti si erano sollevati in gran numero. Lord Fairfax portò ben presto Lucas a Colchester, ma il primo attacco alla città venne respinto e pertanto si dovette procedere con un assedio.
L'insurrezione nel Surrey viene ricordata in particolare per la morte del giovane e galante lord Francis Villiers, fratello minore di George Villiers, II duca di Buckingham, in una schermaglia presso Kingston (7 luglio 1648). La rivolta collassò quasi subito e i suoi capi, il duca di Buckingham ed Henry Rich, conte di Holland, fuggirono, anche se quest'ultimo venne successivamente preso prigioniero, mentre il primo riuscì a fuggire all'estero.

## Lambert al nord
Il maggiore generale John Lambert, un brillante e giovane comandante parlamentarista di soli ventinove anni, lasciò l'assedio dei castelli di Pontefract e di Scarborough al colonnello Edward Rossiter e si precipitò coi suoi uomini nel Cumberland per fronteggiare i realisti inglesi comandati da sir Marmaduke Langdale. Con la sua cavalleria, Lambert si scontrò col nemico a Carlisle e poi a Bowes ed al castello di Barnard. Lambert adottò una strategia a piccole guerriglie di modo da stancare il nemico e prendere tempo nel frattempo, lasciando che Langdale lo seguisse verso le montagne. Personalmente si occupò di reclutare nuove truppe e di radunare viveri e munizioni per l'avanzata.
Lambert, rinforzato dalle truppe delle Midlands, riapparve all'inizio di giugno e guidò Langdale a Carlisle. Nel contempo, la cavalleria di Durham e del Northumberland messa in campo dai Parlamentaristi guidati da sir Arthur Hesilrige, governatore di Newcastle. Il 30 giugno queste forze, sotto il diretto comando del colonnello Robert Lilburne, vinsero una battaglia presso il fiume Coquet.
Queste azioni combinate costrinsero il duca di Hamilton a scegliere di avanzare verso la costa occidentale, tra le montagne ed il mare.

## La campagna di Preston
L'8 luglio 1648, quando l'esercito degli Engagers scozzesi attraversò il confine anglo-scozzese in supporto ai realisti inglesi, la situazione militare era ormai ben definita. Per i Parlamentaristi, Cromwell assediò Pembroke nel Galles occidentale, lord Fairfax assediò Colchester nell'Essex ed il colonnello Rossiter assediò Pontefract e Scarborough a nord. L'11 luglio, Pembroke cadde e Colchester finì anch'essa la propria resistenza il 28 agosto. Altrove la ribellione venne schiacciata con altrettanta facilità e rapidità e Carlo, principe di Galles venne costretto a correre coi suoi lungo la costa dell'Essex.
Col crollo delle rivolte, i realisti incentrarono le loro speranze unicamente sugli Engagers scozzesi ed il loro esercito, ma questo si resero conto subito non essere il buon esercito reale scozzese comandato a suo tempo dal conte di Leven, bensì un'armata di nuove reclute senza adeguata formazione. L'atteggiamento generale del governo di maggio fu quello di non sanzionare la scelta degli Engagers di appoggiare il re d'Inghilterra (esisteva un accordo formale tra Carlo I ed il parlamento scozzese che obbligava quest'ultimo ad intervenire in Inghilterra in caso di minaccia alla corona), il che causò il rifiuto di prestare servizio da parte di David Leslie e di centinaia di ufficiali d'esperienza. La leadership del duca di Hamilton diede prova di essere scarsa ed il suo esercito talmente povero nei rifornimenti da essere costretto a saccheggiare la campagna per potersi sostenere.
L'8 luglio gli scozzesi, con Langdale in avanguardia, si trovavano presso Carlisle, ed i rinforzi provenienti dall'Ulster si attendevano a giorni. La cavalleria di Lambert si trovava a Penrith, ad Hexham ed a Newcastle, ma era troppo debole per combattere. Il castello di Appleby si arrese agli scozzesi il 31 luglio e Lambert venne costretto a riparare presso il castello di Barnard e poi a Richmond per fermare ogni tentativo degli invasori di marciare su Pontefract. Cromwell ricevette la notizia della resa del castello di Pembroke l'11 luglio e coi suoi uomini si portò velocemente verso le Midlands. Piogge e tempeste ritardarono questa sua marcia, ma egli era conscio del fatto che il duca di Hamilton fosse bloccato e vessasse in condizioni ancora peggiore delle sue. I suoi uomini infatti non avevano scarpe adatte alla marcia e le ricevettero lungo il percorso da Northampton e da Coventry, assieme a leve locali da Doncaster, dove egli sostò l'8 agosto. Richiamò quindi l'artiglieria da Hull. Il 12 agosto si trovava presso Wetherby, Lambert ad Otley, Langdale a Skipton ed a Gargrave, Hamilton a Lancaster e sir George Monro con gli scozzesi dell'Ulster e di Carlisle a Hornby. Il 13 agosto, mentre Cromwel stava marciando per unirsi a Lambert presso Otley, i capi degli scozzesi dacidevano il da farsi.

### La battaglia di Preston
Il 14 agosto 1648 Cromwell e Lambert si trovavano entrambi a Skipton, il 15 agosto passarono a Gisburn ed il 16 agosto giunsero lungo la valle del fiume Ribble sino a Preston dove sapevano che il nemico li avrebbe certamente attaccati. Oltre all'esercito, questi disponevano delle milizie reclutate nello Yorkshire, a Durham, nel Northumberland e nel Lancashire, ma raggiungevano in tutto 8600 uomini contro i 20 000 al comando di Hamilton.
Langdale radunò i suoi la sera del 13 agosto presso Longridge. Non è chiaro se questi avesse notato o meno l'avanzatadi Cromwell ma, anche se l'avesse fatto, Hamilton ignorò certamente il suo rapporto. Il tenente generale James Livingston, I conte di Callendar fu il primo con 3000 fanti e 500 cavalieri a scontrarsi con le forze di Cromwell presso Preston Moor. Hamilton, come Carlo I ad Edgehill, si limitò a vivere passivamente la battaglia di Preston e, di fronte alla fierezza con cui combattevano gli uomini di Langdale, il tutto terminò in quattro ore di combattimento.
Il 28 agosto, affamati e senza speranza di salvezza, i realisti di Colchester si arresero alle forze di lord Fairfax.

## L'esecuzione di Carlo I
I vincitori nella seconda guerra civile non furono misericordiosi come erano stati coi loro nemici durante il primo scontro qualche anno prima. La sera della resa di Colchester, sir Charles Lucas e sir George Lisle vennero fucilati sul posto. Laugharne, Poyer e Powel vennero condannati a morte, ma solo Poyer venne giustiziato il 25 aprile 1649. Dei cinque principali pari d'Inghilterra caduti nelle mani dei Parlamentaristi, il duca di Hamilton, il conte di Holland e lord Capel, vennero decapitati a Westminster il 9 marzo. Dopo diverse esitazioni e una ripresa dei negoziati, l'esercito e gli Indipendenti condussero la "Pride's Purge" per epurare la politica di tutti i benpensanti schierati col sovrano e crearono inoltre una corte per processare Carlo I come traditore della patria. Alla fine del processo, 59 commissari (giudici) riconobbero Carlo I colpevole di alto tradimento come "tiranno, traditore, assassino e nemico pubblico". Il sovrano venne decapitato su un patibolo appositamente costruito davanti alla Banqueting House del Palazzo di Whitehall il 30 gennaio 1649.

## La capitolazione del castello di Pontefract

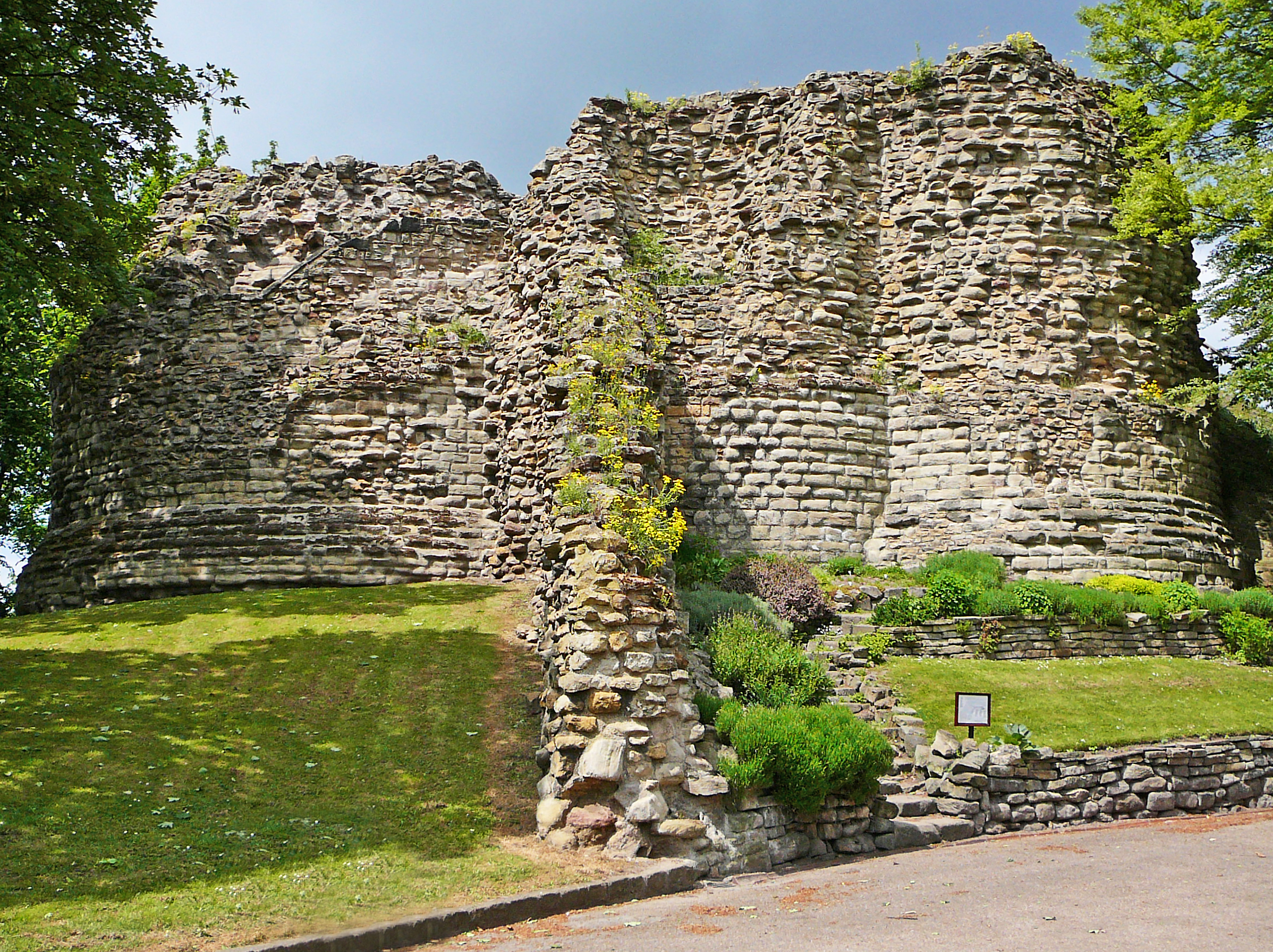
Il castello di Pontefract venne deliberatamente raso al suolo per ordine del parlamento inglese dopo la seconda guerra civile.

Il castello di Pontefract era stato definito dallo stesso Oliver Cromwell come "[...] una delle più forti guarnigioni dell'intero regno". Anche se in rovina, il castello era stato la roccaforte dei realisti al nord. Dopo l'esecuzione di Carlo I, la guarnigione locale aveva voluto riconoscere suo figlio Carlo II quale nuovo sovrano e si rifiutava di arrendersi. Il 24 marzo 1649, a due mesi dalla morte di Carlo I, la guarnigione fu l'ultima roccaforte realista a capitolare. Il castello venne demolito per ordine del parlamento in quello stesso anno.

## Conseguenze
A seguito dell'esecuzione di Carlo I, venne fondato il Commonwealth of England. In Scozia, Carlo II venne riconosciuto quale nuovo sovrano creando le tensioni che nel 1651 porteranno allo scoppio della terza guerra civile inglese.